# Pistolet à bouchon

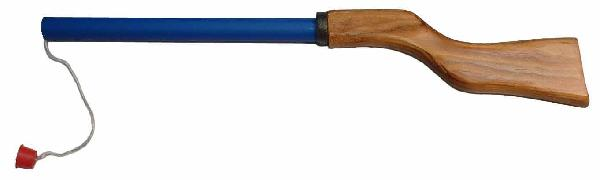
Un fusil à bouchon

Un pistolet à bouchon est un jouet reproduisant la forme d'un revolver et produisant une détonation à l'appui de la détente, sans qu'un projectile soit propulsé.

## Fonctionnement
Un bouchon contenant un peu de poudre est placé à l'arrière avant de « faire feu ». De fabrication rudimentaire et à un coût acceptable pour les écoliers, il a été vendu en masse en France au début des années 1960.
Au début des années 2000, on trouve dans le commerce des pistolets tout en bois, qui envoient un bouchon en liège retenu par une ficelle.

## Dans le langage courant
On évoque le pistolet à bouchon pour souligner ce qui est inoffensif ou impuissant.
- Le 24 juillet 1962, Tréno, alors directeur du Canard enchaîné, impose l'utilisation de pistolets à bouchon en réponse au colonel Trinquier qui avaient envoyé ses témoins pour le provoquer en duel après que le journal l'a qualifié de « barbouze ». Ce duel n'aura finalement pas lieu[2].

- En janvier 2012, Jean-Luc Mélenchon a déclaré :  On ne « fait pas la guerre à la finance avec un pistolet à bouchon. »[3]